# Сельское поселение Ловозеро
Се́льское поселе́ние Лово́зеро — муниципальное образование в составе Ловозерского района Мурманской области, Россия.
Административный центр — село Ловозеро.

## География
На западе сельское поселение граничит с сельским поселением Териберка, городским поселением Туманный и сельским поселением Пушной Кольского района, городским округом город Оленегорск, городским поселением Ревда Ловозерского района и городским округом город Кировск; на юге — с городским поселением Умба и сельским поселением Варзуга Терского района; на востоке — с ЗАТО город Островной.
Расстояния до центра поселения и района села Ловозеро:
- село Краснощелье — 150 км;
- село Каневка — 225 км;
- село Сосновка — 295 км.

## Население
| 2009  | 2010  | 2012  | 2013  | 2014  | 2015  | 2016  |
| ----- | ----- | ----- | ----- | ----- | ----- | ----- |
| 3453  | ↘3406 | ↘3285 | ↘3204 | ↘3142 | ↘3092 | ↗3109 |
| 2017  | 2018  | 2019  | 2020  | 2021  | 2023  |       |
| ↘3037 | ↘3010 | ↘3001 | ↘2977 | ↘2458 | ↘2374 |       |

Гендерный состав
По данным Всероссийской переписи населения 2010 года 49,1 % мужчин и 50,9 % женщин).

## Состав
| № | Населённый пункт | Тип населённого пункта       | Население |
| - | ---------------- | ---------------------------- | --------- |
| 1 | Ловозеро         | село, административный центр | ↘2110     |
| 2 | Каневка          | село                         | ↘67       |
| 3 | Краснощелье      | село                         | ↘423      |
| 4 | Сосновка         | село                         | ↘45       |

## Местное самоуправление
Главы муниципального образования, Председатели Совета депутатов
- до 2023 года — Галина Вениаминовна Шебут
- с 2023 года — Татьяна Владимировна Исакова
- с 2023 года (врио) — Николай Иванович Курзенев

## Экономика
Основное промысловое производство на территории сельского поселения — оленеводство. Действуют два специализированных оленеводческих хозяйства, производственные кооперативы: «Тундра» в Ловозере и СХПК «Оленевод» в Краснощелье.

## Галерея

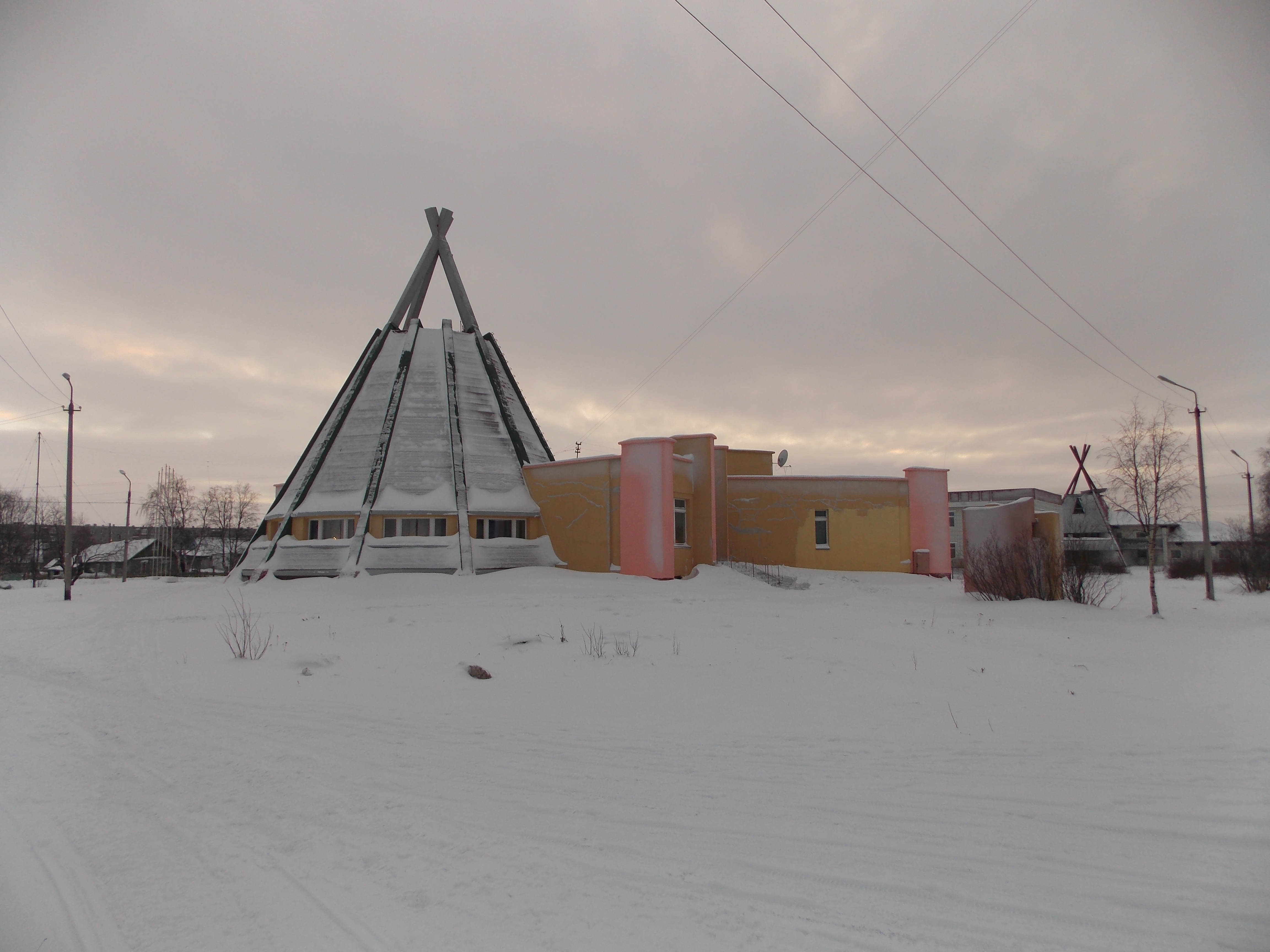
Ловозеро, Ловозерский районный национальный культурный центр
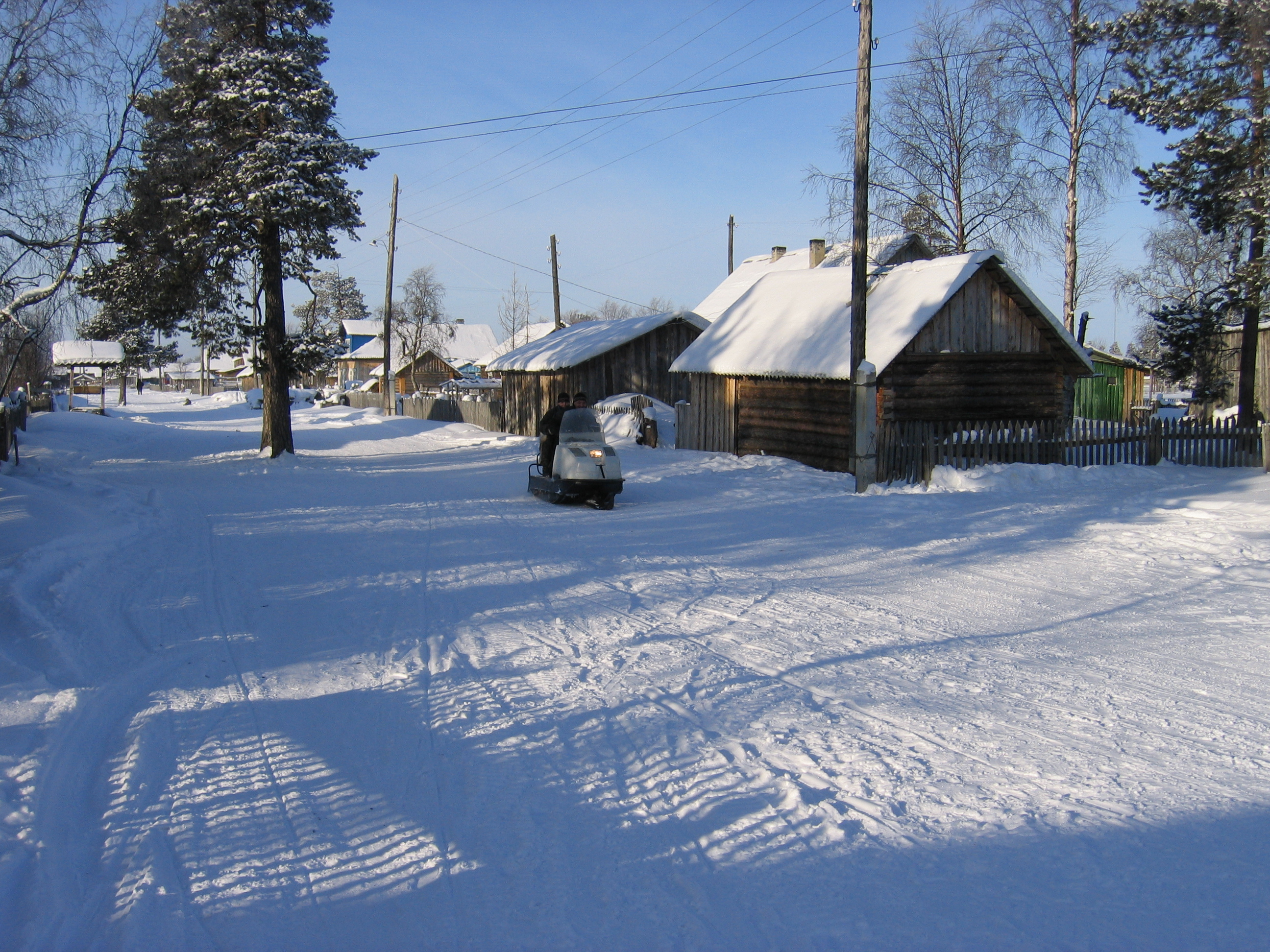
Краснощелье, Одна из улиц
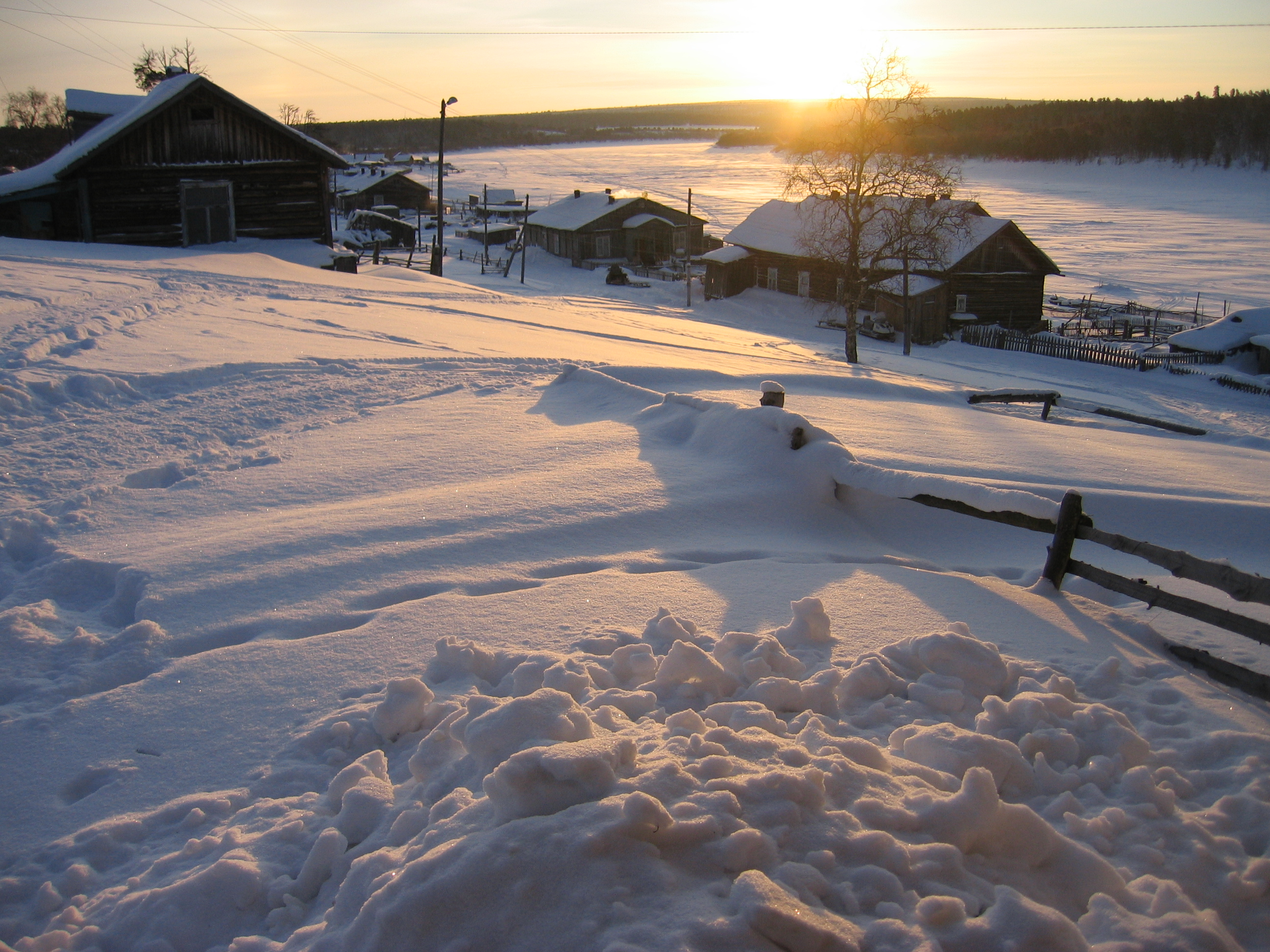
Каневка, Вид на реку Поной
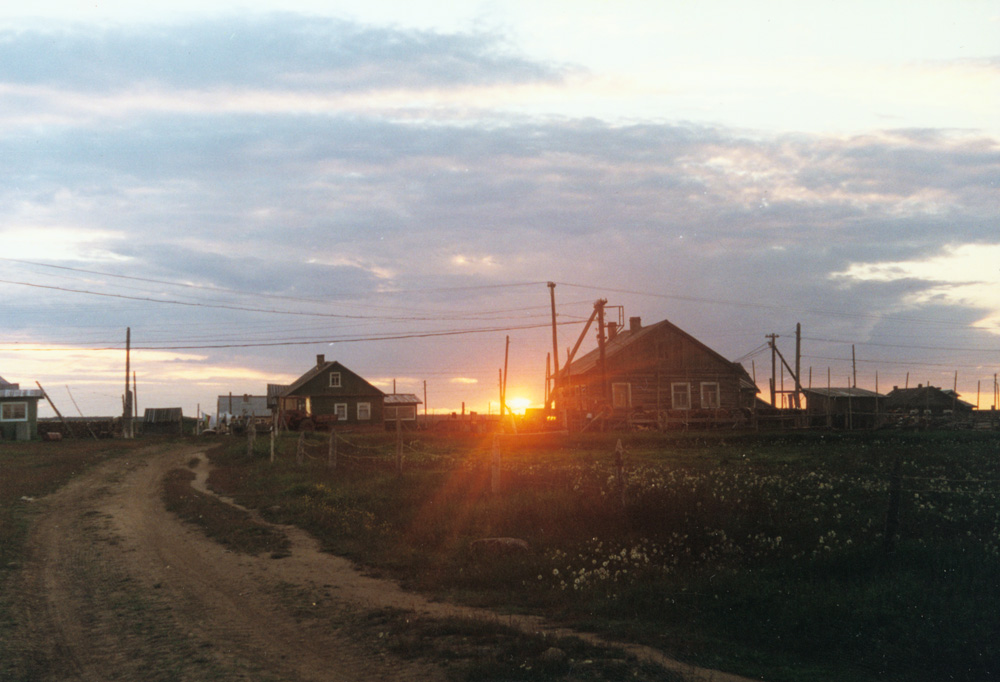
Сосновка